# Steve Johnson
Steve Johnson, född den 24 december 1989 i Los Angeles, är en amerikansk tennisspelare.
Han tog brons i herrdubbel i samband med de olympiska tennisturneringarna 2016 i Rio de Janeiro..